# Líder Paz
Líder Paz (Santa Cruz de la Sierra, 2 december 1974) is een voormalig Boliviaans voetballer, die speelde als aanvaller. Hij beëindigde zijn actieve loopbaan in 2007 bij de Boliviaanse club Real Potosí.

## Clubcarrière
Paz begon zijn professionele loopbaan in 1995 bij Guabirá en kwam daarnaast uit voor de Boliviaanse topclub The Strongest, Club Bolívar en Oriente Petrolero. Hij won tweemaal de landstitel.

## Interlandcarrière
Paz speelde in totaal 21 officiële interlands voor Bolivia in de periode 1999-2005 en scoorde drie keer voor La Verde. Onder leiding van de Argentijnse bondscoach Héctor Veira maakte hij zijn debuut op 25 augustus 1999 in de vriendschappelijke thuiswedstrijd tegen Venezuela (0-0) in Sucre, net als Carlos Cárdenas. Hij moest in die wedstrijd plaatsmaken voor Roger Suárez. Paz nam in 2001 met zijn vaderland deel aan de strijd om de Copa América.

## Erelijst
The Strongest
- Liga de Boliviano

2004
 Real Potosí
- Liga de Boliviano

2007